# 科林斯湾战役
科林斯湾战役是约873年拜占庭帝国与克里特酋长国的舰队在科林斯湾发生的海战，尼基塔斯·奥里法斯率领的拜占庭舰队出其不意地进攻了阿拉伯人，使得拜占庭获得了完全胜利。
根据10世纪的编年史《狄奥法尼斯编年史续写》（其编年文献后来几乎没有改动就被11世纪历史学家约翰·斯凯利兹重复使用），在拜占庭皇帝巴西尔一世的统治早期，克里特埃米尔，克里特酋长国创建者阿布·哈夫斯·奥马尔·夸里什的儿子舒阿卜·伊本·奥马尔（希腊语称“Saet”）派遣一位拜占庭叛变者，被称为“一个好战的、精力充沛的家伙”的佛提乌，对拜占庭帝国发起了一次大规模的突袭远征。佛提乌的第一次袭击被拜占庭帝国舰队司令尼基塔斯·奥里法斯在卡尔迪亚战役中阻止。
佛提乌和他的舰队残部幸存下来，返回了克里特岛，并在不久之后（可能是873年，尽管一些学者认为其发生在879年）发动了另一次远征，洗劫了伯罗奔尼撒的海岸，尼基塔斯·奥里法斯被再次任命击退这些阿拉伯人。借着顺风，他的舰队在几天内伯罗奔尼撒东北部的凯奇里斯港口，在此他了解到佛提乌的舰队已经向伯罗奔尼撒的西南迁移，袭击了迈索尼、皮洛斯以及帕特雷，并进入了科林斯湾，袭击了科林斯西部的航道。跟着佛提乌的行进方向在伯罗奔尼撒绕行需要花费不少时间，尼基塔斯不想冒着让佛提乌逃走的风险，于是根据历史学家的说法，他决定把他的舰船拖过科林斯地峡进入科林斯湾。在横跨地峡后，拜占庭舰队向完全没有防备的克里特舰队发起了进攻。他们摧毁了不少穆斯林舰船，歼灭了大量士兵，包括佛提乌本人，剩余的士兵中有很多被俘虏，并以各种方式虐待致死，尤其是其中的基督教叛徒。
历史学家戴维·佩特格鲁（David Pettegrew）对这一事件的历史真实性产生怀疑，指出尼基塔斯将其舰队运过地峡是公元前1世纪后第一次也是唯一一次有记录的事件，此时迪奥科斯运输轨道依旧存在。由于即便是在古代，将整个舰队运过地峡都会被认为是非凡的壮举，这几乎不可能在如此短的时间内完成，以至于可以突然袭击一支停泊在科林斯附近的舰队，佩特格鲁认为尼基塔斯的运输和胜利更多是一种意象，让人联想起历史上的类似事件，尤其是马其顿的腓力五世在公元前217年征战伊利里亚人时所做的相同策略，而不是真实的历史事件。